# Río Cotacajes
El río Cotacajes es un río boliviano perteneciente a la cuenca del río Amazonas, parte de la cuenca alta del río Beni. Tiene una longitud total de 125 kilómetros y tras unirse al río Santa Elena, da lugar al río Alto Beni. Con sus fuentes, el sistema Cotacajes—Sacambaya—Ayopaya—Leque—Tallija alcanza los 263 km (125+37+40+37+24).

## Hidrografía
El río Cotacajes es la continuación del río Sacambaya y toma este nombre al recibir a uno de sus afluentes, el río Negro (16°49′50″S 66°48′57″O / -16.83056, -66.81583). Desde ete punto el río discurre en dirección norte hasta su confluencia con el río Santa Elena (15°56′9″S 66°52′9″O / -15.93583, -66.86917) donde pasa a forman al río Alto Beni.